# Poecilium maaki
Poecilium maaki là một loài bọ cánh cứng trong họ Cerambycidae.